# Список керівників Південного Ємену
У статті подано список лідерів Південного Ємену від листопада 1967 до 1994 року.

## Список
| №                                                  | Портрет        | Ім'я (роки життя)                                                   | Початок терміну   | Кінець терміну                | Політична партія              |
| -------------------------------------------------- | -------------- | ------------------------------------------------------------------- | ----------------- | ----------------------------- | ----------------------------- |
| Президенти Народної Республіки Південного Ємену    |                |                                                                     |                   |                               |                               |
| 1                                                  |                | Кахтан Мухаммед аль-Шаабі араб. قحطان محمد الشعبي (1920–1981)       | 30 листопада 1967 | 22 червня 1969                | Національний визвольний фронт |
| Голова Президентської ради                         |                |                                                                     |                   |                               |                               |
| 2                                                  |                | Салім Рубаї Алі араб. سالم ربيع علي "سالمين (1935–1978)             | 23 червня 1969    | 26 червня 1978                | Національний визвольний фронт |
| 3                                                  |                | Алі Насір Мухаммед араб. علي ناصر محمد الحسني (1939–)               | 26 червня 1978    | 21 грудня 1978                | Національний визвольний фронт |
| (3)                                                | 21 грудня 1978 | Алі Насір Мухаммед араб. علي ناصر محمد الحسني (1939–)               | 27 грудня 1978    | Єменська соціалістична партія |                               |
| голова Президії Верховної народної ради            |                |                                                                     |                   |                               |                               |
| 4                                                  |                | Абдул Фаттах Ісмаїл араб. عبد الفتاح إسماعيل علي الجوفي (1939–1986) | 27 грудня 1978    | 21 квітня 1980                | Єменська соціалістична партія |
| (3)                                                |                | Алі Насір Мухаммед араб. علي ناصر محمد الحسني (1939–)               | 26 квітня 1980    | 24 січня 1986                 | Єменська соціалістична партія |
| 5                                                  |                | Гейдар Абу Бакр аль-Аттас араб. حيدر أبو بكر العطاس (1939–)         | 24 січня 1986     | 22 травня 1990                | Єменська соціалістична партія |
| Об'єднання Ємену (22 травня 1990 – 21 травня 1994) |                |                                                                     |                   |                               |                               |
| Президент Демократичної Республіки Ємен            |                |                                                                     |                   |                               |                               |
| 6                                                  |                | Алі Салем аль-Бейд араб. علي سالم البيض (1939–)                     | 21 травня 1994    | 7 липня 1994                  | Єменська соціалістична партія |